# Bélaye
Bélaye är en kommun i departementet Lot i regionen Occitanien i södra Frankrike. Kommunen ligger i kantonen Luzech som tillhör arrondissementet Cahors. År 2022 hade Bélaye 204 invånare.

## Befolkningsutveckling
Antalet invånare i kommunen Bélaye
| Referens: INSEE |